# Louis Hudson
Louis Henry Dewey Hudson (ur. 16 maja 1898 w Thamesville, zm. 24 czerwca 1975 w Northern Ontario Bush) – kanadyjski hokeista, złoty medalista zimowych igrzysk olimpijskich w Sankt Moritz.